# Friedrich Jakob Koch
Friedrich Jakob Koch (* 6. Februar 1769 in Kettenbach im Amt Wehen; † 30. Mai 1829 in Wiesbaden) war ein deutscher evangelischer Geistlicher.

## Leben

### Familie
Friedrich Jakob Koch war der Sohn des Pfarrers Johann Adam Koch (* 12. August 1739 in Selbach im Herzogtum Nassau; † 9. Dezember 1814 in Lahr), der 1783 Pfarrer und später Superintendent in Lahr wurde, und dessen Ehefrau Adriana Friederika (geb. Schneider) (* 23. April 1753 in Fürfeld; † 20. August 1791 in Lahr).
Am 5. Oktober 1792 heiratete er Friederike, die Tochter des Amtmanns Carl Ibell.
Seine Tochter Wilhelmine Marie Henriette Koch (* 9. September 1796 in Fürfeld; † 11. Juli 1865 in Wiesbaden) war mit dem Staatsrat Karl Ludwig Lex (1789–1858) verheiratet; deren Tochter Wilhelmine Marie Henriette Koch heiratete den Hofgerichtsrat Karl Ludwig Wilhelm Daniel Draudt.
Bertha Draudt (* 18. Januar 1845 in Hungen, † 22. Dezember 1909 in Biebrich), seine Urenkelin, war mit dem Industriellen Ludwig Beck verheiratet, deren Sohn war Generaloberst Ludwig Beck, der am versuchten Staatsstreich vom 20. Juli 1944 gegen Adolf Hitler beteiligt war.
Sein Schwager war Carl Friedrich Emil von Ibell, der spätere Regierungspräsident des Herzogtums Nassau, danach Regierungspräsident der Landgrafschaft Hessen-Homburg.
Er pflegte eine Freundschaft mit dem Bischof Georg Müller, der anlässlich seiner Beerdigung eine Rede hielt.
Als Friedrich Jakob Koch starb, hinterließ er sechs Kinder.
Seinen Nekrolog verfasste Gottlieb Anton Gruner.

### Werdegang
Friedrich Jakob Koch besuchte das Gymnasium in Idstein sowie das Gymnasium in Buchsweiler, bevor er sich an der Universität Halle zu einem Theologiestudium immatrikulierte.
1790 wurde er durch den Superintendenten Christian Wilhelm Groote (1720–1792) in Usingen als Kandidat der Theologie mit dem Ergebnis summa cum laude geprüft, sodass er kurz nach seiner Kandidatenprüfung als Prediger nach Fürfeld bei Kreuznach berufen wurde.
1801 wurde er durch die Bürgerschaft der Freien Reichsstadt Friedberg in der Wetterau zum zweiten Stadtpfarrer gewählt.
Er wurde 1816 vom Herzog von Nassau, Wilhelm I., zum ersten Pfarrer in Idstein ernannt und 1818 mit dem Titel eines Kirchenrats zum Dekan des Bezirks Idstein bestellt. 1817 war er Mitglied der, unter dem Vorsitz von Carl Idell, in Idstein versammelten Synode, auf der beschlossen wurde, die beiden lutherischen und reformierten Konfessionen zu vereinigen.
1816 unterstützte er Karl Adolph Gottlob Schellenberg, der eine Schulreform für das Herzogtum Nassau entworfen hatte.

### Schriftstellerisches Wirken
Friedrich Jakob Koch veröffentlichte einige seiner Predigten und war von 1803 bis 1810 Mitarbeiter eines Magazins mit Leichenpredigten. Er beteiligte sich auch mit Arbeiten in den von Gottfried August Ludwig Hanstein herausgegebenen Homilitisch-kritischen Blättern sowie in den Theologischen Annalen von Ludwig Wachler. Für die Leipziger Literaturzeitung schrieb er Rezensionen sowie mehrere Aufsätze in mehreren gemeinnützigen Blättern.

## Ehrungen und Auszeichnungen
Friedrich Jakob Koch wurde 1810 von dem Großherzog von Hessen, Ludwig I., mit dem Titel Kirchenrat ausgezeichnet.

## Schriften (Auswahl)
- Die Stimme der Religion an unser durch Religionslosigkeit und Selbstsucht unglücklich gewordenes Zeitalter und Vaterland. Friedberg, 1806.
- Lehren der Weisheit und Tugend, aus dem Rückblicke in die Vergangenheit. 1806.
- Das Gericht Gottes über die Welt in den grossen Ereignissen der Zeit. 1815.